# اس‌ان ۱۵۷۲

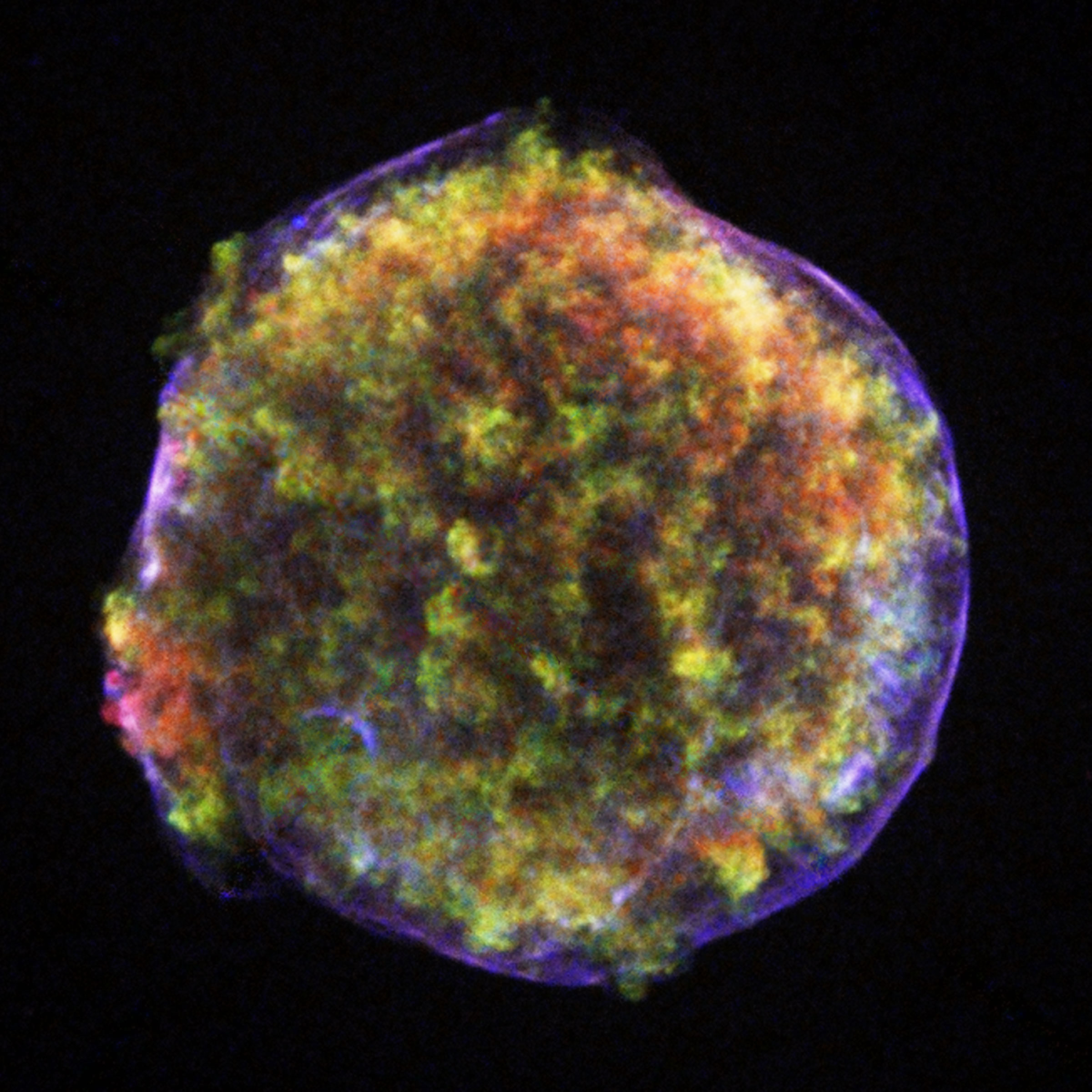
نمایی از بقایای ستارهٔ «اس‌ان ۱۵۷۲» که در پرتوهای ایکس رصدخانه پرتو ایکس چاندرا دیده می‌شود.

اس‌ان ۱۵۷۲ (به انگلیسی: SN 1572) یا ابرنواختر تیکو (به انگلیسی: Tycho's Supernova) یا نواختر تیکو (به انگلیسی: Tycho's nova) یا بی ذات الکرسی یا 3C 10 یک ابرنواختر در صورت فلکی قیفاووس بود که یکی از هشت ابرنواختر دیده شده توسط چشم غیرمسلح انسان در طول تاریخ است. این ابرنواختر برای اولین بار در حدود ۴ نوامبر ۱۵۷۲ رصد شد.